# Abschnittsbefestigung Walting
Der Abschnittsbefestigung Walting ist eine frühgeschichtliche oder mittelalterliche Abschnittsbefestigung auf 422 m ü. NHN etwa 820 m südsüdwestlich der Pfarrkirche St. Johannes Ev. der Gemeinde Walting im Landkreis Eichstätt von Bayern.
Die Abschnittsbefestigung wird als Bodendenkmal unter der Aktennummer D-1-7033-0130 als „Abschnittsbefestigung vor- und frühgeschichtlicher oder mittelalterlicher Zeitstellung“ geführt. Die dreieckige Anlage befindet sich unmittelbar nördlich der Altmühl bzw. 260 m von Brunnmühle entfernt auf der nach Walting führenden Inchinger Straße. Die Grundlinie des Dreiecks macht etwa 220 m und die nach nordnordost ansteigenden Seitenlinien 320 bzw. 350 m aus. In den Randbereichen ist die Abschnittsbefestigung bewaldet.